# Terry Fenwick
Terence William "Terry" Fenwick (Seaham, 1959. november 17. –) korábbi angol válogatott labdarúgó, edző. Védőként összesen 455 mérkőzésen lépett pályára az angol első osztályban.

## Pályafutása

### Klubcsapatban
Fenwick a Crystal Palace akadémiáján kezdett futballozni, a csapattal 1977-ben és 1978-ban is megnyerte az ifjúsági FA-kupát. Első profi szerződését 1976 decemberében írta alá a csapattal, első szezonjában összesen tíz mérkőzésen lépett pályára. Az 1978-79-es idényben a csapat feljutott az első osztályba, Fenwick ebben a szezonban húsz, az azt követőben tíz meccsen kapott lehetőséget. 1980 decemberében, 70 bajnoki mérkőzéssel a háta mögött elhagyta a klubot, és a Terry Venables vezette QPR csapatához igazolt. Itt összesen 256 találkozón játszott, melyeken 33 gólt szerzett. Ebben az időszakban mutatkozott be az angol válogatottban. 1987 decemberében a Tottenham-hez igazolt, ahol a korábbi csapataiból ismert Venables volt a vezetőedző. 93 találkozón lépett pályára, nyolcszor szerzett gólt. Az 1990-91-es szezonban egy rövid időre a Leicester City-hez szerződött kölcsönbe. 1991-ben megnyerte az FA-kupát, majd 1993-ban a Swindon Town-hoz írt alá. A csapat épp akkor jutott fel az első osztályba, azonban, miután 42 meccsükből csak ötöt tudtak megnyerni, ki is estek. A második szezonban mindössze kétszer lépett pályára, a klub szerződést bontott vele, ő pedig nem sokkal később bejelentette visszavonulását.

### Válogatottban
1984 májusában mutatkozott be az angol válogatottban, összesen 20 alkalommal játszott a nemzeti csapatban, melyeken gólt nem szerzett. A válogatott történetében ő az egyetlen, aki egyetlen világbajnokság alatt (1986-ban) három sárga lapot is kapott. Az 1986-os világbajnokságon pályán volt az argentinok ellen, Diego Maradona elhíresült gólját megelőzően mellette is elhaladt.